# 亚历山大·尼古拉耶维奇·特卡乔夫 (1965年)
亚历山大·尼古拉耶维奇·特卡乔夫（羅馬化：Aleksandr Nikolayevich Tkachyov；1965年8月13日—）是俄罗斯政治人物，第三届国家杜马议员。
他于1986年毕业于里加高等军事政治学校，并于1999年以函授方式毕业于奥廖尔州公共服务学院库尔斯克分校法学院。1996年，他迁往库尔斯克。1999年3月，特卡乔夫被库尔斯克州政府聘为对外经济活动委员会副主席。
2003年4月14日，特卡乔夫接替埃尔薇拉·叶尔马科娃的空缺职务成为第三届国家杜马议员。